# Jennifer Worth
Jennifer Worth, född Lee den 25 september 1935, död 31 maj 2011, var en brittisk sjuksköterska, barnmorska, musiker, och författare. Worth är mest känd för sin självbiografiska trilogi om livet som barnmorska i East End, London, under 1950-talet. Serien heter Barnmorskan i East End och ligger till grund för BBC:s TV-serie Barnmorskan i East End.

## Biografi
Worth föddes i Clacton-on-Sea, Essex, och växte upp i Amersham, Buckinghamshire. Hennes föräldrar var på semester i Essex när hon föddes. Hon lämnade skolan vid 14 års ålder och tog jobb som sekreterare på Dr Challoner’s Grammar School. Hon utbildade sig till sjuksköterska på Royal Berkshire Hospital, Reading, innan hon flyttade till London för att vidareutbilda sig till barnmorska.
I början av 50-talet fick hon jobb som sjuksköterska på ett sjukhus i Whitechapel i östra London. Under tiden hon arbetade där bodde hon i ett nunnekloster, Sisters of St John the Divine. Efter att hon avslutat sin tjänst i Whitchapel arbetade hon på Elizabeth Garrett Anderson hospital i Bloomsbury och Marie Curie Hospital i Hampstead innan hon 1973 drog sig tillbaka från sjuksköterskeyrket för att bli musiker.
Hon studerade piano och sång vid London College of Music och blev sedermera anställd där. Hon undervisade och sjöng både solo- och körsång på många ställen i Storbritannien och Europa genom åren.
Worth läste en artikel i British Midwifery Journal där författaren, Terri Coates (barnmorska, föreläsare och medicinsk konsult för Barnmorskan i East End), eftersökte skönlitterära tolkningar av barnmorskans gömda och glömda arbete. Det inspirerade henne att skriva sina memoarer och skickade ett handskrivet manuskript till Coates. Den första boken, Barnmorskan i East End, gavs ut 2002.
När hennes memoarer sedan skulle bli TV-serie var hon med i förberedelsearbetet. Hon dog av matstrupscancer några månader innan första avsnittet visades på brittisk TV. Det första avsnittet är dedikerat till henne.

### Privatliv
Worth gifte sig 1963 med Philip Worth och fick två döttrar, Suzannah och Juliette.

## I populärkulturen
I TV-serien Barnmorskan i East End som är baserad på Worths memoarer spelas Jennifer Worth av Jessica Raine. Hennes man, Philip Worth, spelas av Stephen Ashfield.